# Тепловая машина Карно

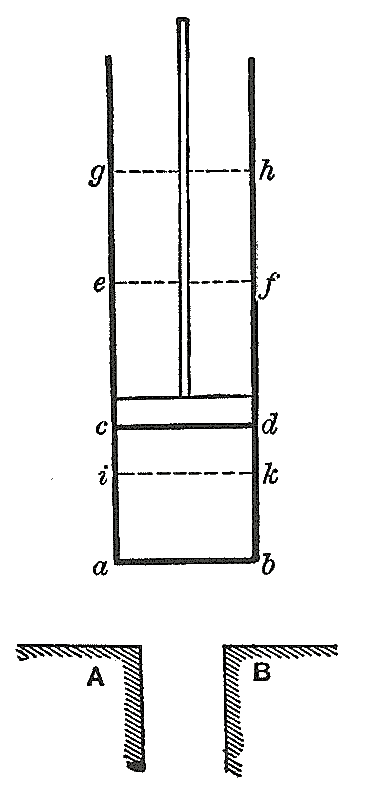
Осевое сечение тепловой машины Карно. На этой диаграмме abcd — цилиндрический сосуд, cd — подвижный поршень, а A и B — тела с постоянной температурой. Сосуд может контактировать с любым телом или отодвигаться от обоих (как здесь).

Тепловая машина Карно или тепловой двигатель Карно — это теоретический двигатель, работающий по циклу Карно. Базовая модель этого двигателя была разработана Сади Карно в 1824 году. Модель теплового двигателя Карно была графически расширена Бенуа Полем Эмилем Клапейроном в 1834 году и математически исследована Рудольфом Клаузиусом в 1857 году, работа, которая привела к фундаментальной термодинамической концепции энтропии.
Каждая термодинамическая система существует в определённом состоянии. Термодинамический цикл происходит, когда система проходит через серию различных состояний и, наконец, возвращается в исходное состояние. В процессе прохождения этого цикла система может выполнять работу над своим окружением, тем самым действуя как тепловой двигатель.
Тепловой двигатель действует, передавая энергию из более тёплой области в более холодную область пространства и, при этом, преобразуя часть этой энергии в механическую работу. Цикл также может быть обратным. На систему можно воздействовать внешней силой, и в процессе она может передавать тепловую энергию от более холодной системы к более тёплой, тем самым действуя как холодильник или как тепловой насос, а не как тепловая машина.

## Диаграмма Карно
На соседней диаграмме из работы Карно 1824 года «Размышления о движущей силе огня» изображены «два тела A и B, каждое из которых поддерживается при постоянной температуре, причем температура A выше, чем у B. Мы можем отдавать тепло этим телам или забирать тепло без изменения их температуры. Эти тела выполняют функции двух неограниченных резервуаров теплорода. Первое мы назовем печью, а второе — холодильником». Затем Карно объясняет, как мы можем получить движущую силу, то есть «работу», перенося определённое количество тепла от тела A к телу B. Подобная машина, приводимая в движение внешней силой, также может действовать как холодильник, совершая цикл в обратном направлении.

## Современная диаграмма

Схема тепловой машины Карно (современная) — где количество тепла Q_{H} течёт из высокотемпературного нагревателя T_{H} через вещество «рабочего тела», а оставшееся тепло Q_{C} течёт в охладитель T_{C}, таким образом заставляя рабочее вещество совершать механическую работу W над окружающей средой посредством циклов сжатия и расширения.

На предыдущем изображении показана оригинальная диаграмма в виде поршня и цилиндра, которую Карно использовал при обсуждении своих идеальных двигателей. На рисунке справа показана блок-схема типового теплового двигателя, такого как двигатель Карно. На схеме «рабочее тело» (система), термин, введенный Клаузиусом в 1850 году, может быть любым твердым, жидким или газообразным веществом, через которое тепло Q может вводиться или передаваться для производства работы. Карно постулировал, что рабочим телом может быть любое вещество, способное к расширению, например пары воды, пары спирта, пары ртути, постоянный газ или воздух и так далее. Хотя в те ранние годы двигатели выпускались в различных конфигурациях, обычно теплотаQH подводилась с помощью котла, в котором вода кипятилась над топкой; теплотаQC отнималась потоком холодной проточной воды в виде конденсатора, который являлся отдельной частью двигателя. Выходная работа W представляет движение поршня, когда он используется для поворота кривошипа, который, в свою очередь, обычно использовался для приведения в действие насоса, использовавшегося для откачки воды из затопленных соляных шахт. Карно определял работу как «поднятие тяжестей на высоту».

## Цикл Карно

Рисунок 1: Цикл Карно, изображенный на PV-диаграмме, чтобы проиллюстрировать проделанную работу.

Рисунок 2: Цикл Карно, действующий как тепловая машина, проиллюстрированный на диаграмме температура-энтропия. Цикл происходит между горячим резервуаром при температуре T _{H} и холодным резервуаром при температуре T _{C.} Вертикальная ось — температура, горизонтальная ось — энтропия.

Цикл Карно при работе в качестве теплового двигателя состоит из следующих этапов:
1. Обратимое изотермическое расширение газа при «горячей» температуре TH (изотермическое добавление или поглощение тепла). На этом этапе (от A до B) газ расширяется, и он воздействует на окружающую среду. Температура газа не изменяется во время процесса, и поэтому расширение является изотермическим. Расширение газа происходит за счёт поглощения тепловой энергии QH и энтропии. {\displaystyle \Delta S_{\text{H}}=Q_{\text{H}}/T_{\text{H}}} из высокотемпературного резервуара.
2. Изоэнтропическое (обратимое адиабатическое) расширение газа (изоэнтропическая работа на выходе). Для этого этапа (от B до C) предполагается, что поршень и цилиндр имеют теплоизоляцию, поэтому они не получают и не теряют тепло. Газ продолжает расширяться, воздействуя на окружающую среду и теряя эквивалентное количество внутренней энергии. Расширение газа вызывает его охлаждение до «холодной» температуры TC. Энтропия остается неизменной.
3. Обратимое изотермическое сжатие газа при «холодной» температуре, ТС. (отвод изотермического тепла) (от C до D) Теперь газ подвергается воздействию холодного температурного резервуара, в то время как окружающая среда воздействует на газ, сжимая его (например, посредством обратного сжатия поршня), вызывая при этом некоторое количество тепловой энергии QC и энтропии {\displaystyle \Delta S_{\text{C}}=Q_{\text{C}}/T_{\text{C}}} перетечь из газа в низкотемпературный резервуар. (Это то же количество энтропии, которое было поглощено на шаге 1.) Эта работа меньше, чем работа, выполняемая с окружающей средой на этапе 1, потому что она происходит при более низком давлении, учитывая отвод тепла в холодный резервуар, когда происходит сжатие (то есть сопротивление сжатию ниже на этапе 3, чем сила расширения на шаге 1).
4. Изоэнтропическое сжатие газа. (D — A) И снова предполагается, что поршень и цилиндр теплоизолированы, а резервуар для холодной температуры удален. Во время этого шага окружающая среда продолжает работу по дальнейшему сжатию газа, при этом температура и давление повышаются теперь, когда радиатор был удален. Эта дополнительная работа увеличивает внутреннюю энергию газа, сжимая его и вызывая повышение температуры до TH. Энтропия остается неизменной. В этот момент газ находится в том же состоянии, что и в начале шага 1.

## Теорема Карно

Реальные идеальные двигатели (слева) по сравнению с циклом Карно (справа). Энтропия реального материала изменяется с температурой. Это изменение показано кривой на диаграмме TS. На этом рисунке кривая указывает на парожидкостное равновесие (см. Цикл Ренкина). Необратимые системы и потери тепла (например, из-за трения) препятствуют достижению идеала на каждом этапе.

Теорема Карно является формальным утверждением этого факта: КПД любого теплового двигателя работающего по циклу Карно между двумя тепловыми резервуарами, независимо от устройства двигателя, является функцией только температур холодного и горячего резервуаров и всегда больше КПД любого другого теплового двигателя работающего по иному циклу между теми же резервуарами.
{\displaystyle \eta _{I}={\frac {W}{Q_{\mathrm {H} }}}=1-{\frac {T_{\mathrm {C} }}{T_{\mathrm {H} }}}}
Объяснение Эта максимальная эффективность {\displaystyle \eta _{\text{I}}} определяется, как указано выше:
W — работа, совершаемая системой,
{\displaystyle Q_{\text{H}}} тепло, поступающее в систему,
{\displaystyle T_{\text{C}}} — абсолютная температура холодного резервуара, а
{\displaystyle T_{\text{H}}} — абсолютная температура горячего резервуара.
Следствие теоремы Карно гласит, что: все реверсивные двигатели, работающие между одними и теми же тепловыми резервуарами, одинаково эффективны.
Эффективность η максимальна, когда весь циклический процесс является обратимым. Это означает, что полная энтропия полной системы (энтропии горячей печи, «рабочего тела» теплового двигателя и холодного стока) остается постоянной, когда «рабочее тело» завершает один цикл и возвращается в исходное состояние. (В общем случае полная энтропия этой комбинированной системы увеличилась бы в общем необратимом процессе).
Поскольку «рабочая жидкость» возвращается в то же состояние после одного цикла, а энтропия системы является функцией состояния; изменение энтропии системы «рабочей жидкости» равно 0. Таким образом, это означает, что полное изменение энтропии печи и стока равно нулю, чтобы процесс был обратимым, а КПД двигателя был максимальным. Этот вывод проводится в следующем разделе.
Коэффициент полезного действия (COP) теплового двигателя обратно пропорционален его КПД.

## КПД реальных тепловых машин
Для настоящего теплового двигателя полный термодинамический процесс обычно необратим. Рабочая жидкость возвращается в исходное состояние после каждого цикла, и, таким образом, изменение энтропии жидкостной системы равно 0, но сумма изменений энтропии в горячем и холодном резервуаре в этом циклическом процессе больше 0.
Внутренняя энергия жидкости — это функция состояния, поэтому её полное изменение за один цикл равно 0. Таким образом, общая работа, выполняемая системой W, равна теплу, подводимому к системе. {\displaystyle Q_{\text{H}}} минус отводимое тепло {\displaystyle Q_{\text{C}}}.
| {\displaystyle W=Q_{\text{H}}-Q_{\text{C}}} |

Для реальных двигателей — пути 1 и 3 цикла Карно; в котором тепло поглощается «рабочей жидкостью» из горячего резервуара и передаётся ей соответственно в холодный резервуар; больше не остаются идеально обратимыми, и существует разница температур между температурой резервуара и температурой жидкости во время теплообмена.
При передаче тепла от горячего резервуара при {\displaystyle T_{\text{H}}} к жидкости, жидкость будет иметь немного более низкую температуру, чем {\displaystyle T_{\text{H}}}, и процесс для жидкости не обязательно может оставаться изотермическим. Пусть {\displaystyle \Delta S_{\text{H}}} — это полное изменение энтропии жидкости в процессе приёма тепла.
| {\displaystyle \Delta S_{\text{H}}=\int _{Q_{\text{in}}}{\frac {{\text{d}}Q_{\text{H}}}{T}}} |

где температура жидкости T всегда немного меньше, чем {\displaystyle T_{\text{H}}}, в этом процессе.
Итак, получилось бы:
| {\displaystyle {\frac {Q_{\text{H}}}{T_{\text{H}}}}={\frac {\int {\text{d}}Q_{\text{H}}}{T_{\text{H}}}}\leq \Delta S_{\text{H}}} |

Точно так же во время передачи тепла из жидкости в холодный резервуар для величины изменения общей энтропии {\displaystyle \Delta S_{\text{C}}} жидкости в процессе отвода тепла:
| {\displaystyle \Delta S_{\text{C}}=\int _{Q_{\text{out}}}{\frac {{\text{d}}Q_{\text{C}}}{T}}\leq {\frac {\int {\text{d}}Q_{\text{C}}}{T_{\text{C}}}}={\frac {Q_{\text{C}}}{T_{\text{C}}}}}, |

где во время этого процесса передачи тепла в холодный резервуар температура жидкости T всегда немного больше, чем {\displaystyle T_{\text{C}}} .
Мы рассмотрели здесь только величину изменения энтропии. Поскольку полное изменение энтропии жидкой системы для циклического процесса равно 0, то
| {\displaystyle \Delta S_{\text{H}}=\Delta S_{\text{C}}} |

Предыдущие три уравнения в совокупности дают:
| {\displaystyle {\frac {Q_{\text{C}}}{T_{\text{C}}}}\geq {\frac {Q_{\text{H}}}{T_{\text{H}}}}} |

Уравнения (2) и (7) вместе дают
| {\displaystyle {\frac {W}{Q_{\text{H}}}}\leq 1-{\frac {T_{\text{C}}}{T_{\text{H}}}}} |

Следовательно,
| {\displaystyle \eta \leq \eta _{\text{I}}} |

где {\displaystyle \eta ={\frac {W}{Q_{\text{H}}}}} — КПД реального двигателя, а {\displaystyle \eta _{\text{I}}} КПД машины Карно, работающего между одними и теми же двумя резервуарами при температурах {\displaystyle T_{\text{H}}} а также {\displaystyle T_{\text{C}}}. Для двигателя Карно весь процесс «обратим», и уравнение (7) является равенством.
Следовательно, эффективность реального двигателя всегда ниже, чем у идеального двигателя Карно.
Уравнение (7) означает, что полная энтропия всей системы (два резервуара + жидкость) увеличивается для реального двигателя, потому что прирост энтропии холодного резервуара как {\displaystyle Q_{\text{C}}} втекает в него при фиксированной температуре {\displaystyle T_{\text{C}}}, больше, чем потеря энтропии горячего резервуара, поскольку {\displaystyle Q_{\text{H}}} оставляет его при фиксированной температуре {\displaystyle T_{\text{H}}} . Неравенство в уравнении (7) по существу является утверждением теоремы Клаузиуса.
Согласно второй теореме «КПД двигателя Карно не зависит от природы рабочего тела».